# Conxita Mora Jordana
Conxita (Concepció) Mora Jordana (ur. 15 kwietnia 1955, zm. 5 października 2016) – andorska polityczka. Pierwsza kobieta na stanowisku burmistrzyni Andory, stolicy kraju.

## Życiorys

### Życie zawodowe
W 2007 roku była dyrektorem Confederació Empresarial Andorrana (CEA), stowarzyszenia andorskich przedsiębiorców.

### Działalność polityczna
W latach 1998/1999–2003, jako pierwsza kobieta była burmistrzem Andory, stolicy kraju. Stanowisko to objęła po rezygnacji Lluisa Viu, który ustąpił w połowie swojej drugiej kadencji. W trakcie wyborów lokalnych w 1999 wspólnie z Carlesem Torralbą poprowadziła do zwycięstwa Koalicję dla postępu. Sekretarz generalna w gabinecie Jordany oraz jej imienniczka, Conxita Marsol Riart była burmistrzem Andory w latach 2015–2023.
Startując z czwartego miejsca na liście z ramienia Partit Reformista d'Andorra objęła mandat członkini Rady Generalnej po wyborach parlamentarnych w 2009 roku. Sprawowała stanowisko wiceprzewodniczącej komisji ds. polityki terytorialnej i planowania urbanistycznego oraz członkinią komisji ds. edukacji, badań, kultury i sportu oraz komisji ds. gospodarki. Wspólnie z była reprezentantką Rady Generalnej w Zgromadzeniu Parlamentarnym Rady Europy.
Po wyborach parlamentarnych w 2011 roku nie została deputowaną kolejnej kadencji, a jej mandat wygasł 15 lutego 2011.

### Śmierć i upamiętnienie
Zmarła 5 października 2016 roku po długiej chorobie. Została pochowana na cmentarzu w Santa Coloma.
Od czerwca 2019 roku jej imieniem nazwany jest jeden ze żłobków w stolicy kraju, którego utworzenie wspierała Jordana.

## Wyniki wyborcze
Bezskutecznie kandydowała na radną Andory w wyborach samorządowych w 1995 roku.
W wyborach samorządowych w 1999 roku wygrała, zdobywając 1488 głosów (przeciwko 989 głosom kontrkandydata), przy frekwencji 74,3% i 3647 uprawnionych do głosowania.
Nie ubiegała się o reelekcję podczas wyborów samorządowych w 2003 roku. Jej miejsce zajął Francesc Xavier Mora Baron.